# Экстремальная гелиевая звезда
Экстремальная гелиевая звезда — сверхгигант малой массы (меньше массы Солнца), практически лишённый водорода, самого распространённого химического элемента во Вселенной. Поскольку неизвестны условия, при которых звёзды, лишённые водорода, могли бы образоваться из молекулярных облаков, предполагается, что такие звёзды являются продуктом слияния белых карликов с гелиевым и углеродно-кислородным ядрами.

## Свойства
Экстремальные гелиевые звёзды образуют подгруппу в более широкой категории звёзд с дефицитом водорода. Последняя включает холодные углеродные звёзды, как переменная типа R Северной Короны, богатые гелием звёзды спектрального класса O или B, звёзды Вольфа — Райе I популяции, звёзды типа AM Гончих Псов, белые карлики спектрального типа WC и звёзды переходного типа, такие как PG 1159.
Первая известная экстремальная гелиевая звезда, HD 124448, была открыта в 1942 году Дэниелом М. Поппером в обсерватории Мак-Доналд США. В спектре этой звезды не было линий водорода, но наблюдались сильные линии гелия, а также присутствие углерода и кислорода. Вторая звезда, PV Телескопа, была открыта в 1952 году, а к 1996 году было найдено в общей сложности 25 кандидатов (к 2006 году этот список сократился до 21). Общей характеристикой этих звёзд является то, что отношение обилия углерода к гелию всегда находится в диапазоне от 0,3 до 1 %.
Известные экстремальные гелиевые звёзды — это сверхгиганты, практически не имеющие в своём составе водорода. Температура поверхности этих звёзд колеблется в пределах 9000—35 000 К (8700—34 700 °C). Они состоят в основном из гелия, а второй по распространённости элемент, углерод, составляет примерно один атом на 100 атомов гелия. Химический состав этих звёзд предполагает, что на каком-то этапе своей эволюции в них проходило горение как водорода, так и гелия.

## Теоретические модели
Существует два сценария для объяснения состава экстремальных гелиевых звёзд:
- Модель двойного вырождения объясняет формирование звёзд в бинарной системе, состоящей из гелиевого белого карлика и более массивного углеродно-кислородного белого карлика. Обе звезды перестали вырабатывать энергию за счёт ядерного синтеза и превратились в компактные объекты. Выброс гравитационного излучения привёл к тому, что их орбиты стали уменьшаться, пока объекты не слились. Если объединённая масса не превысит предел Чандрасекара, гелий присоединится к C-O карлику и воспламенится, образовав сверхгигант. Позже он превратится в экстремальную гелиевую звезду, а затем остынет и станет белым карликом[4][5].
- Модель конечной вспышки предполагает, что экстремальная гелиевая звезда может образоваться на поздней стадии эволюции звезды после выхода из асимптотической ветви гигантов. Когда звезда остывает до образования белого карлика, гелий воспламеняется в оболочке вокруг ядра, вызывая быстрое расширение внешних слоёв. Если водород в этой оболочке расходуется, звезда испытывает дефицит водорода и сжимается, образуя экстремальную гелиевую звезду[4].

Изучение обилия элементов у семи экстремальных гелиевых звёзд согласуется с данными, предсказанными моделью двойного вырождения.